# Periferie (geografie)

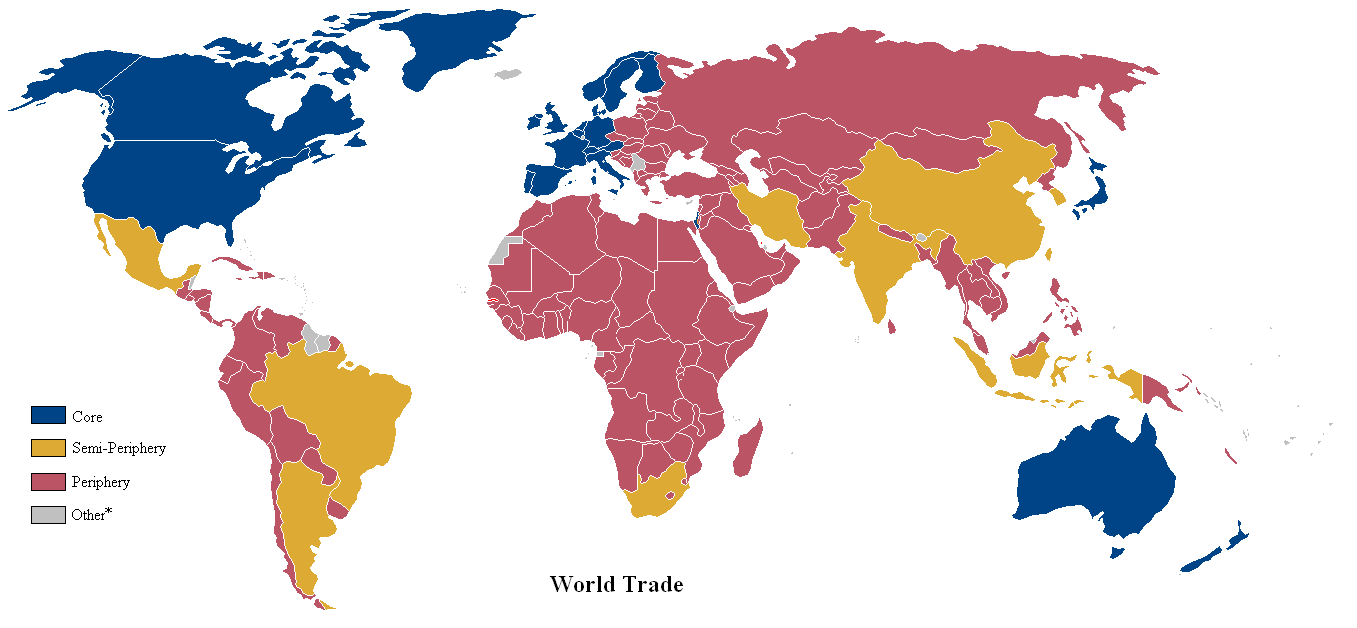
Mapa států světa ve 20. století.

Periferie je v geografii pojem, který v rámci polarizace prostoru (tedy dělení na jádro a periferii) označuje území polohově nebo významově odlehlé, okrajové či nedostatečně integrované.

## Definice pojmu periferie
Periferii definovala v roce 1998 Schmidt, jehož definici v roce 2001 rozšířili Havlíček a Chromý; podle nich jsou periferie „specifická území s poruchou funkčně-prostorových vztahů, která jsou výsledkem nerovnoměrného působení vzájemně se podmiňujících sociálních, ekonomických, politických, kulturních i fyzickogeografických faktorů; jedná se o území nedostatečné integrace do (v daném místě a čase dominujících) struktur, procesů a systémů“.
- Centrum (jádro) je privilegovaným místem v určitém teritoriu. Řídí, kontroluje, ale samo je závislé na zdrojích z periférie.

- Periferie je územní jednotka podřízená autoritě centra. Na vzdálenosti od něho nezáleží, ale pokud neznáme vlastnosti centra, nemůžeme chápat ani struktury a funkce periférie (příkladem je Britská koloniální říše).

## Typy perifernosti
K definování periferie může být využito mnoho kritérií. V zásadě však rozlišujeme dva typy perifernosti; jsou jimi:
- polohová perifernost – Jako polohově periferní území se označují taková území, která mají nevýhodné postavení v integrální prostorové organizaci. Může se jednat o nedostatečnou dopravní dostupnost, fyzickogeografické bariéry atp. Často jsou polohově periferní regiony v příhraničních oblastech (tzv. pohraniční periferie). Též jsou často polohově periferní regiony při vnitřních hranicích administrativních celků – tzv. vnitřní periferie[4] (například Podbořansko ležící na hranici Ústeckého, Karlovarského, Plzeňského a Středočeského kraje).
- významová perifernost – Jako významově periferní území se označují taková území, která nedostatečně participují na politických, ekonomických a společenských procesech. Záleží rovněž na tom, zdali je území příjemcem nebo šiřitelem impulsů rozvoje.
- ekologická perifernost – Jako ekologicky periferní území se označují regiony přeměněné vlivem lidské činnosti (kulturní krajina) jako např. Praha nebo Ostravsko.

## Model kontinua
Americký sociolog Immanuel Wallerstein změnil původní model polarit (jádro - periferie) na model kontinua (jádro - semiperiferie - periferie - marginální region). Ve smyslu socioekonomických vztahů existuje kontinuum centrum – semiperiferie - periferie – marginální region. Periferie se sice nachází v podřízené pozici vůči centru, je však na rozdíl od marginálního regionu integrována do systému.
- Centrum (jádro) je privilegované místo v určitém teritoriu. Řídí, kontroluje, ale samo je závislé na zdrojích z periférie.

- Semiperiférie je termín používaný od konce 70. let 20. století. Leží mezi centrem a periferií, jedná se tedy o rozvinutější oblast než je periférie, ale nemá dostatek kvalit centra. Orientuje se na něho a opomíjí periferii.

- Periférie je územní jednotka podřízená autoritě centra. Na vzdálenosti od něho nezáleží, ale pokud neznáme vlastnosti centra, nemůžeme chápat ani struktury a funkce periférie (příkladem je Britská koloniální říše).

- Marginální regiony představují další stupeň perifernosti. Periferní regiony jsou alespoň částečně integrovány do ekonomického systému, na rozdíl od regionů marginálních, které jsou ekonomicky izolovány (nacházejí se mimo systém), jsou vyloučeny z politických, sociálních a ekonomických rozhodovacích procesů.

## Rámcové oblasti
Český geograf Jaromír Korčák označoval periferie pojmem oblasti rámcové (na rozdíl od oblastí kmenových).